# Crossfade
I Crossfade sono un gruppo musicale rock statunitense formatosi nel 1993 a Columbia, Carolina del Sud.

## Storia

### Primi anni eCrossfade(1999-2005)
I Crossfade sono nati nel 1999, originariamente con il nome di The Nothing. La band composta da Ed Sloan alla chitarra solista e voce, Mitch James al basso e cori e Brian Geiger alla batteria. Più tardi lo stesso anno la band cambiò il nome in Sugardaddy Superstar, dopo che il cantante e DJ Tony Byroads si unì al gruppo. La band ha registrato i brani della "Sugardaddy Superstar", in uno studio che Ed Sloan aveva costruito nel suo garage. Le canzoni alla fine hanno attirato l'interesse di Los Angeles, in California, A & R company Taxi (indipendente A&R), che alla fine ha portato alla firma di un contratto discografico con la divisione Earshot della Columbia Records. Nel 2002, hanno cambiato il loro nome, ancora una volta, questa volta in Crossfade. Nel 2004, James Branham sostituisce il batterista Brian Geiger, che ha lasciato il gruppo per perseguire altri interessi. In quell'anno la band entra in studio per registrare due brani da aggiungere alle otto che avevano registrato nel "Sugardaddy Studio" per il loro album di debutto. Hanno pubblicato il loro primo album, Crossfade il 13 aprile 2004. Il primo singolo dell'album, Cold ha dato alla band un sacco di successo. Due singoli sono usciti dopo - So Far Away del 2004 e Colors del 2005. Nel febbraio 2005 il loro primo album, Crossfade divenne disco d'oro dalla RIAA ed è stato attestato come platino sei mesi dopo. I Crossfade hanno fatto la loro prima apparizione in radio ("So Far Away"), sentiti sulla 94,5 Buzz (Houston, Texas), Cage Match alle 22:00 dove ha gareggiato con una nuova canzone ogni notte e ha avuto la meglio rispetto alla concorrenza per oltre tre settimane. Quell'anno, Tony Byroads lascia la band e non è sostituito.

### Falling Away(2006-2007)
Dopo il successo del loro primo album, la band ha iniziato a scrivere un follow-up. Il loro secondo album, Falling Away, uscito il 29 agosto 2006. L'album esce con tre singoli, "Invincible", "Drown You Out" e "Already Gone". Dopo aver pubblicato l'album avevano bisogno di un altro chitarrista per il loro prossimo tour. Les Hall, un vecchio amico di Ed Sloan, ricopre la posizione. Dopo il tour Hall voleva diventare un membro ufficiale della band ma solo se poteva partecipare alla scrittura delle canzoni. Sloan accetta e Les Hall divenne il chitarrista e tastierista dei Crossfade. Sebbene il loro album di debutto ha venduto oltre un milione di copie Falling Away ne ha venduto solo 200.000.

### We All Bleed(2008-presente)
Nel 2008, vengono lasciati dalla Columbia Records. Essere lasciati è devastante per Sloan e la band rimane inattiva per quasi un anno. Les Hall alla fine lo ha convinto a continuare come musicista, e dopo molta considerazione, la band ha firmato con la Eleven Seven Music. Dopo il batterista James Branham ha lasciato la band ed è stato sostituito dal membro temporaneo Will Hunt per la registrazione dell'album. Il 2 gennaio 2009, i Crossfade pubblicano un demo intitolato "We All Bleed". È stato annunciato che avrebbero fatto uscire un nuovo album l'anno successivo. Secondo la band, il nuovo album avrà un suono più scuro, e possibilmente diverso rispetto ai loro precedenti release. Nel giugno del 2010, la tracklist di We All Bleed è stato rivelata, e il primo singolo, "Killing Me Inside", è stato pubblicato insieme a un video musicale. La data di uscita di We All Bleed era originariamente il 26 ottobre 2010 ma è stato rinviato al primo gennaio 2011 e poi al 12 aprile 2011 prima di essere spostato per la terza volta al 21 giugno 2011. Il brano "Make Me A Believer" è stato reso disponibile per il download gratuito nel frattempo, è la canzone più lunga che la band abbia mai registrato. Il 24 novembre 2010, i Crossfade hanno annunciato sul loro canale YouTube, CrossfadeMusicTV, che Marco Castillo da Bury Your Dead è il loro nuovo batterista. Lo stesso giorno in cui il primo singolo, Killing Me Inside è stato ufficialmente pubblicato ai rivenditori digitali, la band ha annunciato sul proprio Twitter che l'album sarebbe stata finalmente pubblicato il 21 giugno 2011.

## Formazione
- Ed Sloan – voce, chitarra (1999-presente)
- Mitch James – basso, cori (1999-presente)
- Les Hall – chitarra, tastiera, cori (2006-presente)
- Mark Castillo – batteria, percussioni (2010-presente)

Ex membri
- Brian Geiger – batteria (1999-2004)
- Tony Byroads – voce, percussioni (1999-2005)
- James Branham – batteria (2004-2008)
- Will Hunt – batteria, percussioni (2009-2010)

## Discografia
- 2004 – Crossfade
- 2006 – Falling Away
- 2011 – We All Bleed